# کنتا کیریتانی
کنتا کیریتانی (انگلیسی: Kenta Kiritani؛ زادهٔ ۴ فوریهٔ ۱۹۸۰) بازیگر و خواننده ژاپنی است.
از فیلم‌هایی که وی در آن بازی کرده‌است، می‌توان به کلاغ‌ها: قسمت صفر (۲۰۰۷) دوست‌دختر من یک سایبورگ است (۲۰۰۸) و فراتر از خشم (۲۰۱۲) اشاره کرد.
او همچنین دوبلور تارزان (با بازی الکساندر اسکاشگورد) در فیلم افسانه تارزان (۲۰۱۶) بوده‌است.